# Stift Tilbeck

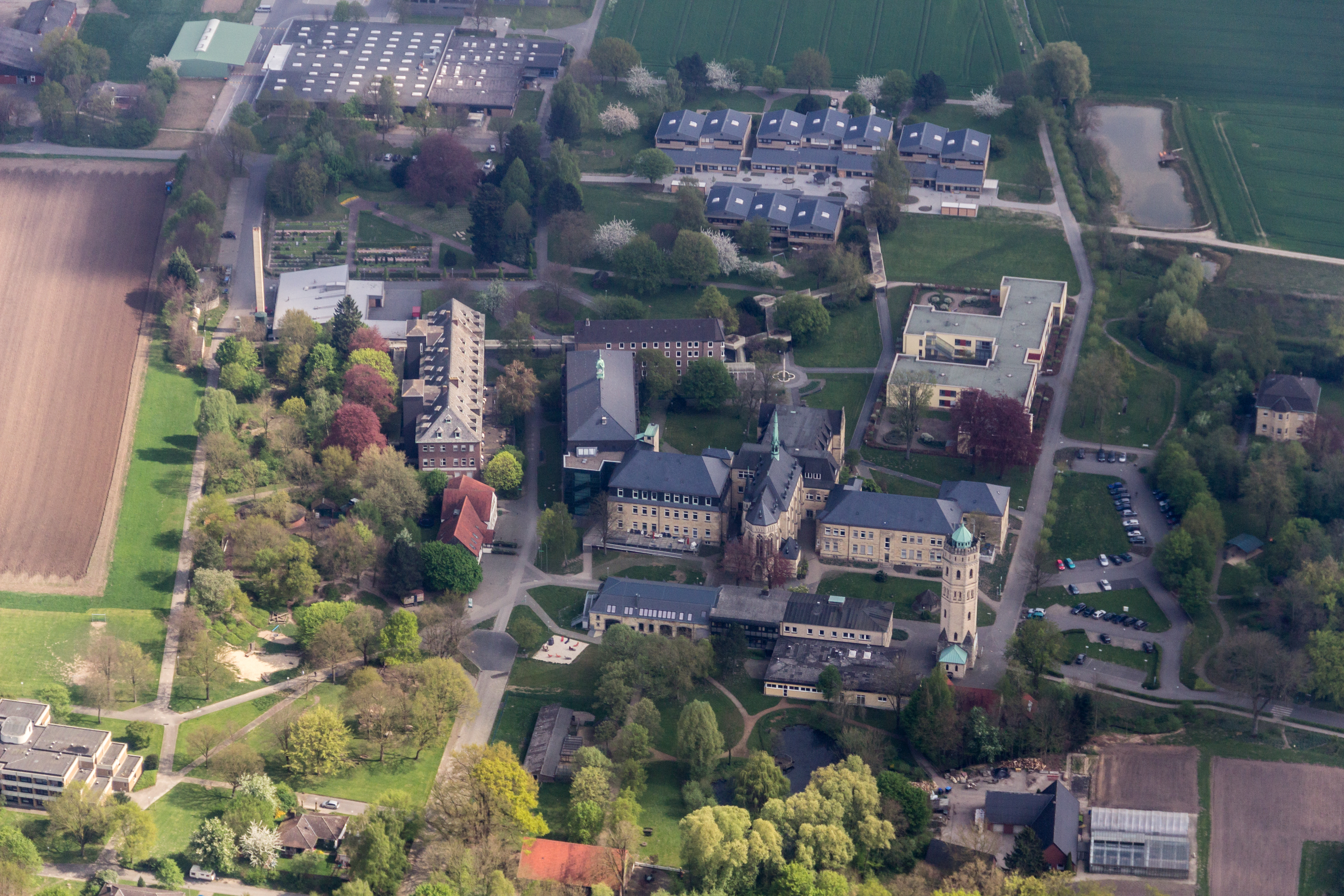
Stift Tilbeck

Das Stift Tilbeck ist eine Einrichtung für Wohnen und Arbeiten am Rande der Gemeinde Havixbeck. Der Campus am Standort Tilbeck und die Außenwohngruppen werden von der Stift Tilbeck GmbH betrieben.
Hier leben Menschen mit Behinderung in verschiedenen Wohnformen.
Die beiden „alten“ Gebäude, „Gertrud“ und „Hildegard“, sowie die Kapelle Maria Hilf und der Wasserturm bilden eine räumliche Einheit.

## Geschichte

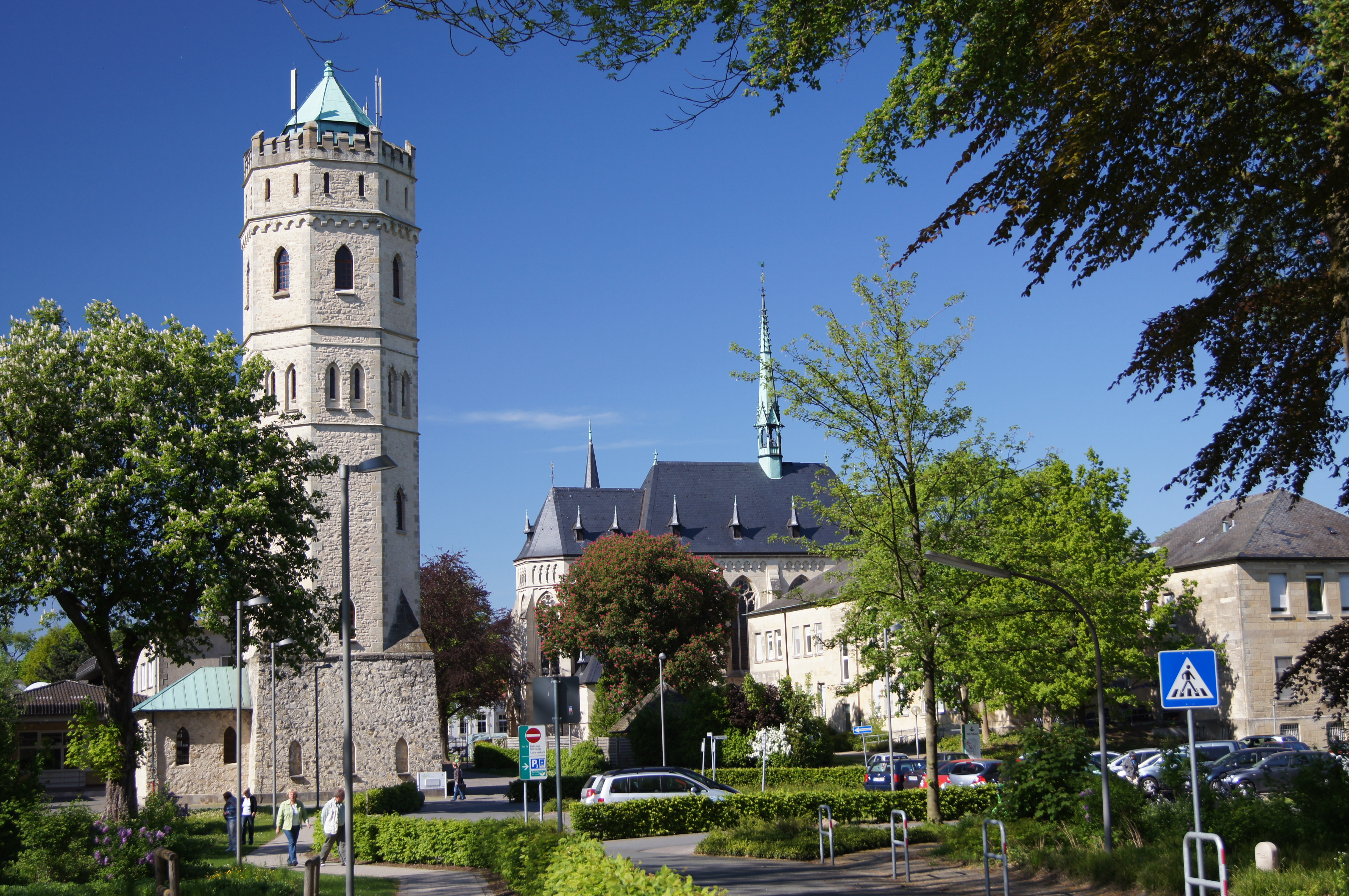
Wasserturm und Tilbecker Kapelle (Ansicht von Süden)

Gegründet wurde Stift Tilbeck als private Heilanstalt für epileptische Kinder im Jahr 1881 durch die Lehrerin Gertrud Teigelkemper (* 30. November 1829 in Bösensell; † 2. Mai 1900). 
Diese hatte von ihrem Vetter, dem Kolon Johann Wilhelm Bischoff († 3. Januar 1880), ein etwa 90 Morgen (gut 22 ha) großes Anwesen in der Bauerschaft Tilbeck bei Havixbeck geerbt. Letzter Wille Bischoffs war es, dass sein bereits im 14. Jahrhundert urkundlich als Kolonat bezeichnete Gut mit Bauernhaus kirchlich-caritativen Zwecken dienen sollte. Unterstützt wurde Gertrud Teigelkemper durch Pfarrer Peter Funcke (* 30. Dezember 1829 in Beckum; † 26. Februar 1899), der ihr auch zur Errichtung einer Anstalt für Epileptiker geraten hatte. Mitte Juni 1880 begann etwa 150 Meter vom Bauernhaus entfernt der Bau eines Gebäudes nach den Plänen des Architekten Hilger Hertel d. Ä. Als Baumaterial wurde Baumberger Sandstein genutzt.
Domkapitular Giese weihte am 13. Dezember 1881 das Stift Tilbeck feierlich ein und gab ihm den Namen Maria-Hilf.
Ab Sommer 1883 bis 1892 folgten weitere Erweiterungsbauten, ebenfalls nach Plänen des Architekten Hilger Hertel d. Ä. und ein Anbau an ein bereits bestehendes Gebäude. 
Ab 1884 kümmerte sich das Stift nicht nur um Kinder, sondern konnte auch Erwachsene aus der Anstalt Bethel aufnehmen. 1886 erhielt Funcke unter Aufrechterhaltung der von der Stifterin konzessionierten Erziehungsanstalt die Konzession zur Errichtung und Leitung einer privaten Krankenanstalt für Epileptiker.
1890/91 erkrankte Gertrud Teigelkemper schwer. Im Februar 1891 übertrug sie das Stift Maria-Hilf dem Bischöflichen Stuhl zu Münster unter von ihr bestimmten Auflagen. Die Übertragung wurde am 14. Juli 1892 durch Kaiser Wilhelm II. genehmigt. Das Stift wurde zum selbstständigen Vermögen des Bischöflichen Stuhles.

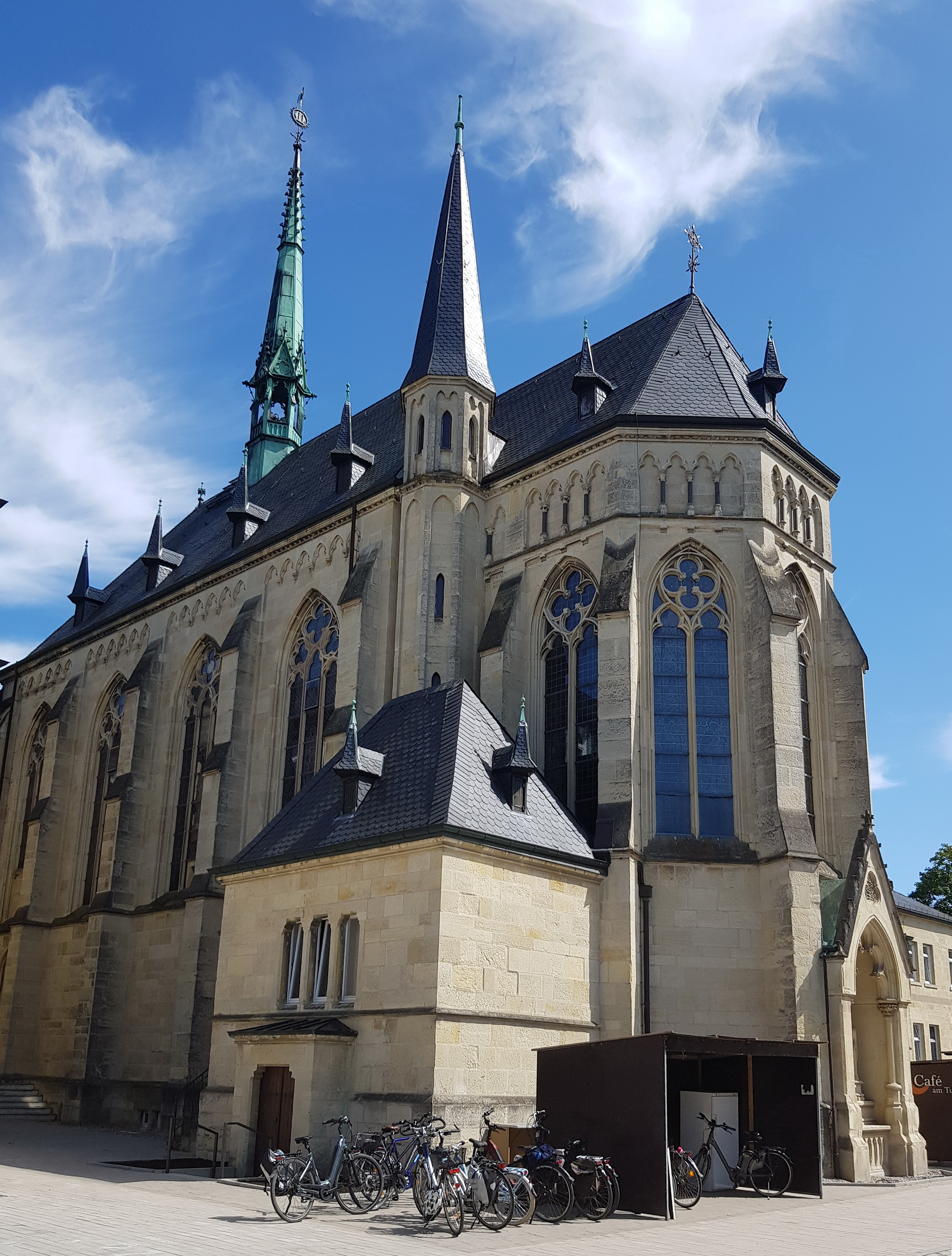
Kapelle Stift Tilbeck (2021)

Nach Plänen des Architekturbüros Hertel entstand in den Jahren von 1897 bis 1899 die Kapelle Maria Hilf, ein steil proportionierter neugotischer Saalbau aus Baumberger Sandstein.
Nach dem Tod von Pfarrer Peter Funcke am 26. Februar 1899 legte die gesundheitlich stark angeschlagene Gründerin des Stiftes die Leitung des Hauses nieder. Christoph Kleyboldt (* 1867 in Dinklage; 1891 in Münster zum Priester geweiht; † 1. Januar 1932 in Münster) wurde am 30. Oktober 1899 zum Leiter des Stiftes ernannt. Gertrud Teigelkemper, die Gründerin des Stiftes, verstarb am 2. Mai 1900. Bereits im Jahr 1899 hatten Schwestern aus der Ordensgemeinschaft der Mauritzer Franziskanerinnen die Pflege und Betreuung der Patienten im Stift übernommen. Kleyboldt leitete das Stift bis in das Jahr 1932 und entwickelte es weiter. Während seiner Zeit stieg die Bettenzahl des Stiftes von rund 100 auf etwa 550 Betten. Es entstanden unter anderem der Wasserturm, das einstöckige Rochus-Gebäude zur Isolierung von Kranken mit ansteckenden Krankheiten, das Gewächshaus, eine große Kornscheune, ein großes Spülhaus, ein Holzschuppen und eine Wagenremise. Auch ein Friedhof wurde angelegt. Der bei Gründung des Stiftes vorhandene Grundbesitz wurde auf 500 Morgen (125 ha) ausgedehnt.
Nachfolger Kleyboldts wurde am 18. Januar 1932 Heinrich Rampelmann (* 1883 in Wadersloh).
In der Zeit des Nationalsozialismus wurden in der damaligen „Heilanstalt Stift Tilbeck“ Sterilisationen auf der Grundlage des NS-Erbgesundheitsgesetzes vorgenommen, ohne Einwilligung der Betroffenen oder von Sorgeberechtigten. Aus mehreren Gemeinden des Bistums Münster kamen Berichte darüber. Die meisten Fälle, bezogen auf alle Heime im Bistum, nämlich 46 Sterilisationen, gab es hier, nach Quellen, die 1946 und 1977 erhoben worden sind.
Seit 2008 gibt es in unmittelbarer Nachbarschaft zum Stift eine Grund- und eine Gesamtschule mit knapp 380 Schülern.

## Stift Tilbeck als Ausflugsziel

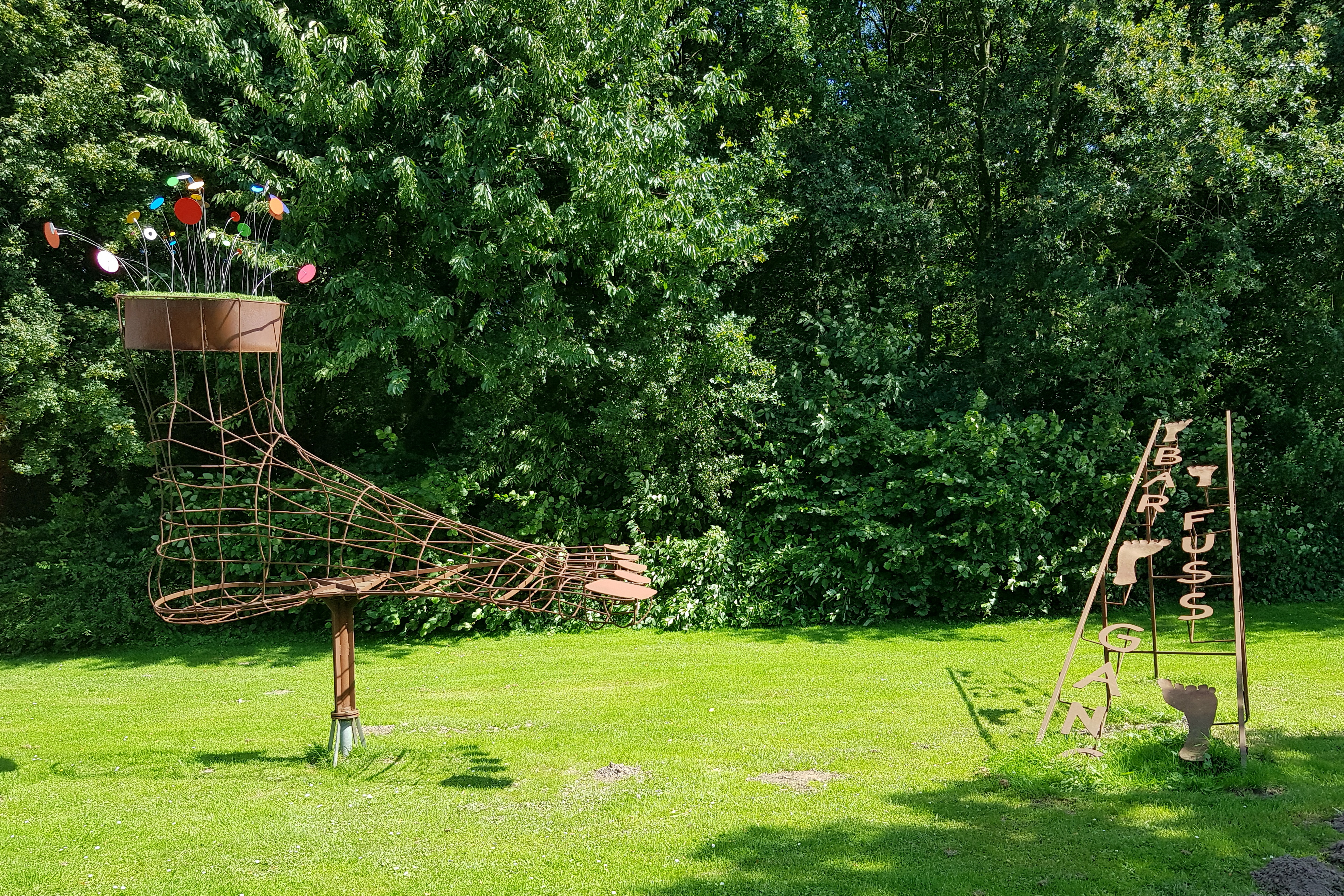
Skulpturen am Barfußgang

Das Stift Tilbeck ist für Radfahrer ein beliebtes Ausflugsziel. Am Rande der Baumberge gelegen, bietet es ein Café und ein kleines Tiergehege, das alltags von den benachbarten Schulen versorgt wird; in den Ferien können sich auch Privatpersonen online für die Versorgung der Tiere anmelden.
Überregional bekannt ist der Tilbecker Barfußgang, ein Barfußpfad, der auf 2,5 Kilometern eine abwechslungsreiche Landschaft bietet und natürlich barfuß gegangen werden sollte. Verschiedenartige Untergründe machen dies zu einem besonderen Erlebnis.